# Weng (Gemeinde Köstendorf)
Weng  ist ein Ort im Salzburger Seengebiet in Land Salzburg, und
Ortschaft der Gemeinde Köstendorf im Bezirk Salzburg-Umgebung.

## Geographie
Das Dorf liegt 4 Kilometer westlich von Neumarkt am Wallersee, 3 km südwestlich von Köstendorf, und 2 km ab vom Nordufer des Wallersees. Es liegt auf rund 535 m ü. A. am Eisbach, der von Köstendorf her in den Wallersee fließt.
Die Ortschaft umfasst knapp 50 Gebäude mit etwa 150 Einwohnern, zum Ortschaftsgebiet gehört auch der Pragfischer am See. Nicht zu dieser Ortschaft, sondern zu Helming gehört die – jenseits des Bachs nördlich an der L238 Seekirchner Landesstraße gelegene – Waldsiedlung Fischweng,  die heute aber weitgehend mit Weng verwachsen ist. Dort befinden sich weitere etwa 30 Gebäude.
Nachbarortschaften und -orte
| Haunharting Waldsiedlung Fischweng | Fischachmühle                               | Hilgertsheim Kleinköstendorf |

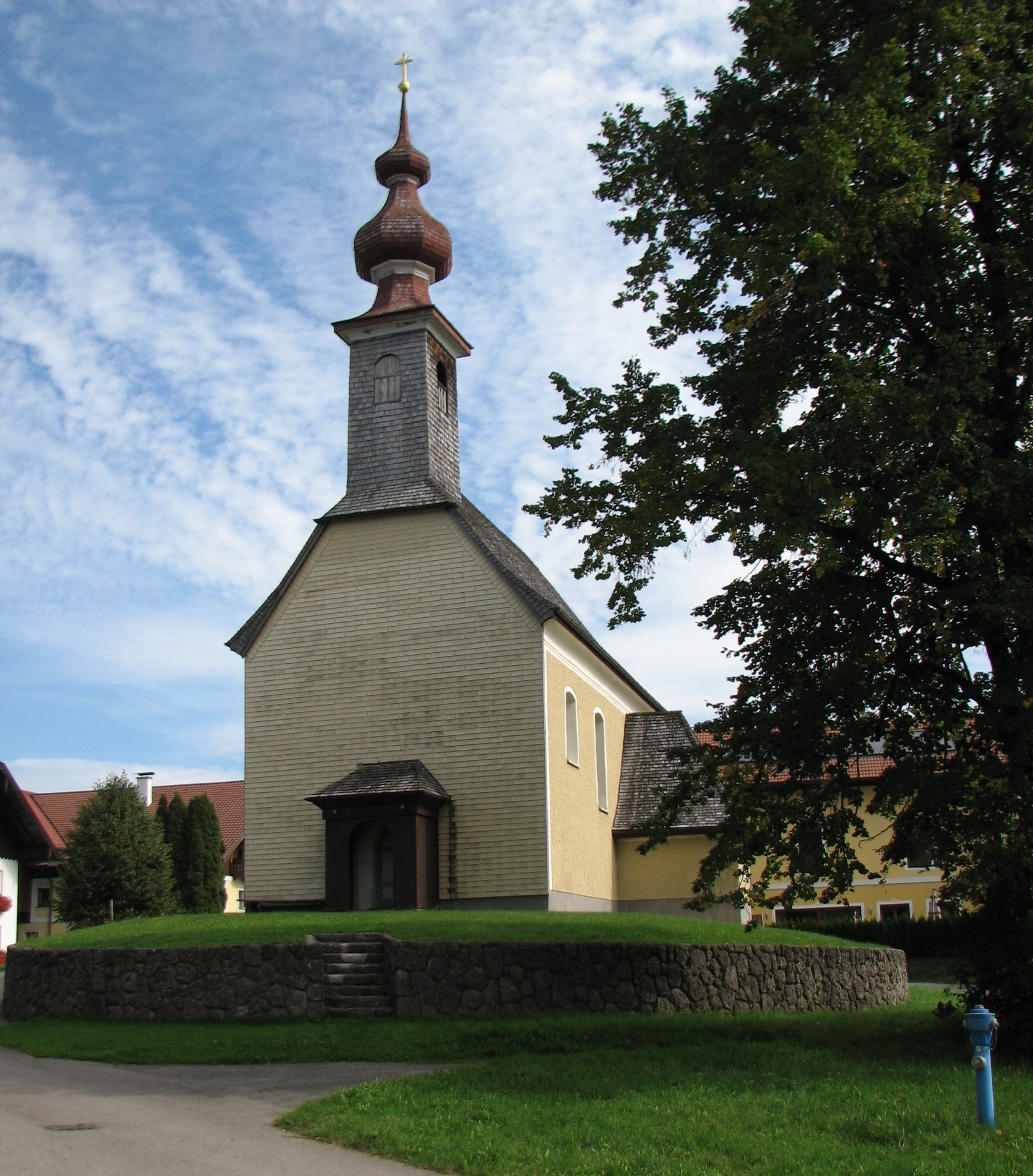
Kath. Filialkirche hl. Leonhard

| Helming                            | Kompassrose, die auf Nachbargemeinden zeigt | Maierhof (Gem. Neumarkt a.W) |
| Fischweng                          | Wallersee Enzing (Gem. Henndorf a.W)        |                              |

## Geschichte, Wirtschaft und Infrastruktur

### Frühgeschichte
Weng ist uraltes Siedlungsgebiet, so wurde am Ufer des Wallersees ein Einbaum aus der Steinzeit (in Nähe zur Mondseekultur) gefunden. Die Siedlungsgeschichte des Raumes ist durchgängig über Hallstattzeit, römisches Norikum (Römerstraße Wels–Salzburg), slawische Besiedlung und bajuwarische Landnahme.

### Westbahn-Haltestelle Weng bei Neumarkt
1860 wurde hier von der seinerzeitigen k.k. privilegierte Kaiserin Elisabeth-Bahn die heutige Westbahn erbaut. Besonders der Abschnitt Weng-Zell, der Moorgebiet durchquert, erforderte umfangreiche Dammsicherungsmaßnahmen.
Weng bekam eine Haltestelle, Weng bei Neumarkt (auch: Weng/Wallersee)
die die umliegenden Orte zwischen Neumarkt und Wallersee bedient. Auf das Ortsbild selbst hatte das wenig Einfluss, das Dorf ist klein geblieben. Am Ort haben sich aber einige bedeutendere Unternehmen angesiedelt, so Palfinger (Kranbau, Werk Köstendorf, heute auch Sitz der Palfinger Europe) oder das Holzunternehmen Lauterbacher, und 2004 die EZA-Zentrale Österreich (Dritte Welt-Handel). Insgesamt hat der Ort durch die Einbindung der Haltestelle in den Salzburger Verkehrsverbund als Randsiedlungsgebiet Seekirchens in den letzten Jahren Aufschwung erlebt.
Der viergleisige Ausbau der Westbahn als Schnellfahrstrecke zwischen Straßwalchen und Salzburg ist noch im Planungsstadium, es werden diverse Trassierungen untersucht. Die Haltestelle soll aber beibehalten werden.

## Natur und Bauten
Bedeutend ist das Wenger Moor
am Wallersee, 1973 zum Naturschutzgebiet (NSG 00014) erklärt, 1995 als Natura-2000-Gebiet nominiert und 1996 als EU-Vogelschutzgebiet mit 298,47 ha ausgewiesen (LGBl. 51/2006, AT3201014/ESG 00005). Es ist der größte naturnahe Moorkomplex des Salzburger Alpenvorlandes und wird mit einem Naturlehrpfad und einem Steg mit Aussichtsturm erschlossen, der den Blick in die Zentralgebiete erlaubt, ohne die Bodenvegetation zu beeinträchtigen. Im Umraum findet auch Landart des Seekirchener Kulturvereins KunstBox statt, der das Augenmerk auf das Schutzgebiet lenken soll.
Die Filialkirche Hl. Leonhard steht unter Denkmalschutz (Listeneintrag). Die historische Haltestelle der Elisabeth-Bahn ist nicht erhalten.